# (12690) Kochimiraikagaku
(12690) Kochimiraikagaku est un astéroïde de la ceinture principale.

## Description
(12690) Kochimiraikagaku est un astéroïde de la ceinture principale. Il fut découvert le 5 novembre 1988 à Geisei par Tsutomu Seki. Il présente une orbite caractérisée par un demi-grand axe de 3,00 UA, une excentricité de 0,12 et une inclinaison de 11,4° par rapport à l'écliptique.

## Étymologie
Son nom lui a été donné en référence au Kochi-Mirai-Kagakukan, le musée des sciences de Kochi.